# Batalha de Bilbao
A Batalha de Bilbao ou Batalha de Bilbau foi uma batalha que fez parte da Campanha do Norte, durante a Guerra Civil Espanhola, na qual o Exército Nacionalista capturou a cidade de Bilbau e as partes restantes do País Basco ainda sob controle da Segunda República Espanhola.

## Antecedentes
Bilbau era a capital da região Basca autónoma estabelecida pela República após o início da guerra. Esta autonomia fora pelo apoio dos Nacionalistas Bascos à República. O povo Basco na Espanha habita na sua maioria quatro províncias, Navarra, Álava, Guipúscoa e Biscaia. Os Nacionalistas Bascos exerciam o controlo destas duas últimas províncias. Navarra e Álava tinham unido-se aos Nacionalistas espanhóis contra a República.
As tropas Nacionalistas Espanholas assumiram o controle de Guipúscoa no início da guerra com a queda de Irún em Agosto e a de San Sebastián em 13 de Setembro de 1936, isolando o País Basco e o território no norte sob controle Republicano da fronteira Francesa. Em 31 de Março, os Nacionalistas, liderados pelo General Mola, lançaram uma ofensiva contra a província de Biscaia. As tropas Bascas tiveram que se retirar e em Junho as tropas Nacionalistas chegaram aos arredores de Bilbau.

## A batalha
Em 11 de Junho de 1937, as forças bascas tinham-se retirado para a cidade de Bilbau, a qual era defendida por uma série de fortificações chamadas "Anel de Ferro de Bilbau". O Anel de Ferro estava mal projectado para defesa Era um conceito de defesa antiquado, semelhante ao das fortificações da  Primeira Guerra Mundial, e por isso era vulnerável ás armas modernas de guerra da época, como aviões e artilharia, e dispondo de apenas 30 mil soldados para defendê-lo (tinha sido concebido para ser defendido por 70.000)-e portanto, o Anel de Ferro foi facilmente superado pelas forças Nacionalistas.
O anel foi rompido por um assalto de infantaria apoiada por um bombardeamento aéreo e de artilharia (150 canhões e 70 bombardeiros). Em 12 de Junho, o Exército Republicano Espanhol lançou um ataque como manobra de diversão contra Huesca, a fim de interromper a ofensiva Nacionalista, mas os Nacionalistas continuaram o seu avanço. Na noite de 13 de Junho, os defensores evacuaram a maioria da população civil da cidade. Em 18 de Junho, o General Ulibarri retirou as suas restantes tropas de Bilbau e os Nacionalistas ocuparam a cidade no dia seguinte. As pontes da cidade tinham sido destruídas para impedir o avanço dos atacantes, mas a cidade permaneceu quase intacta.